# Козлов, Борис Николаевич
Борис Николаевич Козлов (21 апреля 1937, Москва — 17 июля 1999, Москва) — российский художник.

## Биография
Родился в Москве 21 апреля 1937 года в семье актёров.
В сокольническом дворе, где прошло детство Козлова, подобралась неплохая компания приятелей: Владимир Максимов, Владимир Буковский, Анатолий Зверев.
Один из первых художников-шестидесятников.
В кругах русской эмиграции Борис Козлов известен также как один из соавторов романса «Четвёртые сутки пылают станицы…», в котором ему принадлежат заключительные строфы.
В 1991 году в Знаменском кафедральном соборе, Московского Кремля состоялась выставка, где кроме множества картин на библейские темы - был представлен макет Храма Страшного Суда, созданный совместно с архитектором Александром Чистяковым. 
Умер 17 июля 1999 года, на вернисаже своей новой выставки в Центральном доме художника.

## Работы находятся в собраниях
- Kolodzei Art Foundation, США.[3]
- Государственная Третьяковская галерея, Москва

## Персональные выставки
- 1999 — Центральный дом художника, Москва.
- 1999 — Частная галерея, Нью-Йорк.
- 1996 — Частная галерея, Рестон, штат Вирджиния.
- 1995 — Русский гуманитарный университет, Москва.
- 1994 — Выставка «В плену времён и событий», Москва.
- 1993 — Центральный дом художника, Москва.
- 1992 — Галерея «Манеж», Санкт-Петербург.
- 1991 — Частная галерея, Казерта, Италия.
- 1991 — Знаменский кафедральный собор, Московский Кремль, Москва.
- 1990 — Государственная Третьяковская галерея, Москва.
- 1971 — Частная галерея, Копенгаген, Дания.
- 1970 — Частная галерея, Женева, Швейцария.
- 1967 — Частная галерея, Лугано, Италия.
- 1965 — Объединённый институт ядерных исследований, Дубна.
- 1964 — Московский энергетический институт, Москва.